# Хуан Карлос Веллідо
Хуан Карлос Веллідо (нар. 18 березня 1968) — іспанський актор.
Веллідо народився в Барселоні, Іспанія. Його кар'єра розділена між кіно, театром і телебаченням. Серед його останніх появ у фільмах — роль головного героя (Бог в ефірі) і робота з такими режисерами, як Гільєрмо дель Торо (Хребет диявола), Марія Ріполь (Утопія ) і Мануель Уерга (Сальвадор).
Vellido також опублікував дві літературні праці: Escorzos і El hombre que vivía en una pecera, обидві видані Ediciones Martínez Roca.   
Веллідо з'явився у фільмі «Пірати Карибського моря: На дивних берегах» разом із трьома іншими іспанськими акторами Астрід Бергес-Фрісбі, Оскаром Хаенадою та Пенелопою Крус . 